# Pressurisation
 (octobre 2024).
Si vous disposez d'ouvrages ou d'articles de référence ou si vous connaissez des sites web de qualité traitant du thème abordé ici, merci de compléter l'article en donnant les références utiles à sa vérifiabilité et en les liant à la section « Notes et références ».
La pressurisation est le fait de maintenir à pression constante un milieu clos, indépendamment du milieu extérieur. Outre l'aéronautique, nombre d'autres domaines sont particulièrement utilisateurs de cette technologie.

## Domaines d'utilisation

### Agroalimentaire

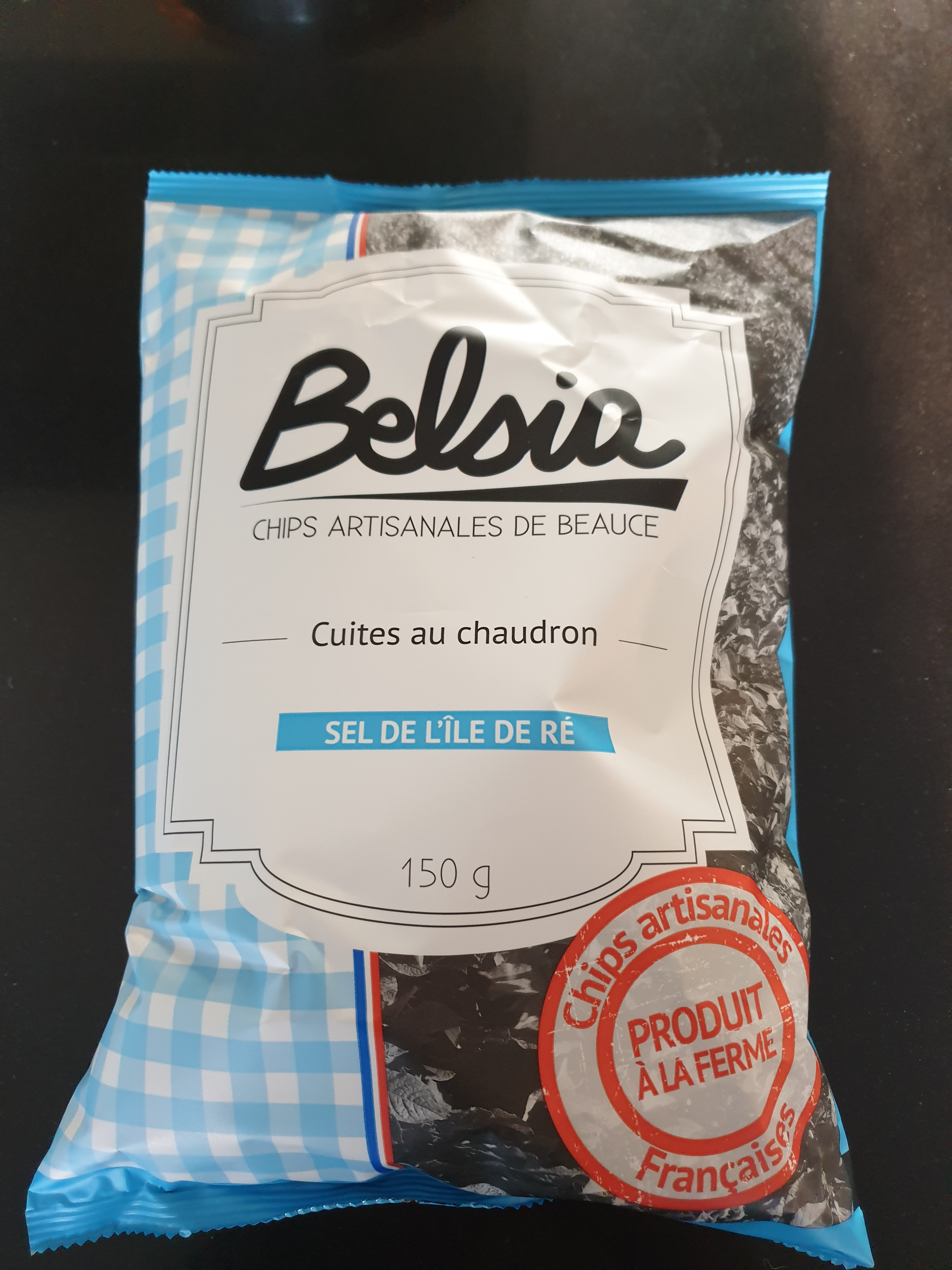
Emballage de chips pressurisé

Dans une usine agroalimentaire, l'ensemble de la chaîne de production est généralement pressurisé avec une pression légèrement supérieure à celle de l'extérieur, afin qu'une porte ouverte ne laisse pas entrer de germes dans les denrées alimentaires.
On retrouve dans l'agroalimentaire, d'autres applications de la pressurisation pour les emballages de chips, gâteaux ou autres denrées susceptibles de se retrouver écrasées : les emballages hermétiques sont pressurisés avec une pression supérieure à la pression atmosphérique afin qu'en cas de changement de temps, les emballages ne s'écrasent pas sur eux-mêmes, risquant ainsi de détériorer l'aspect de leur contenu.
La technologie d'appertisation pour les boîtes de conserve exige bien souvent une pressurisation de l'autoclave afin de porter à température le contenu sans soumettre l'emballage à un écart de pression qu'il ne supporterait pas. Ceci est particulièrement vrai pour les emballages plastiques appertisables car barquette et opercule sont très déformables.

### Aéronautique

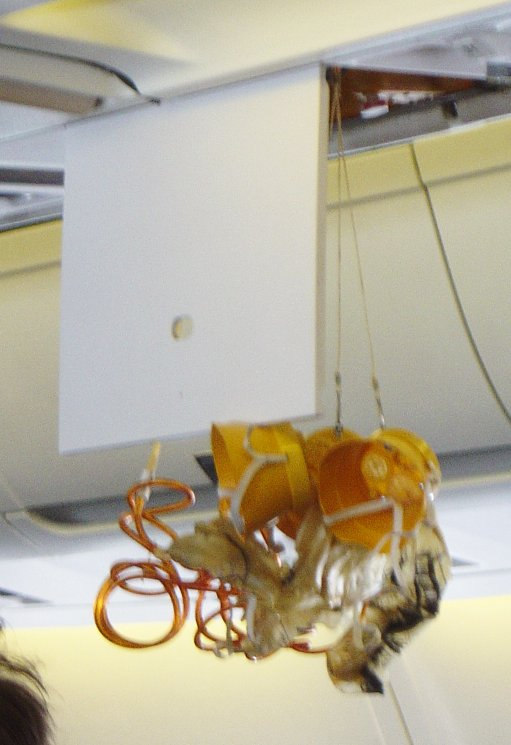
Masque à oxygène en cas de dépressurisation de la cabine.

La pressurisation est largement utilisée dans l'aéronautique civile et militaire : elle consiste à rétablir une pression acceptable par l'organisme humain à l'intérieur du cockpit et/ou de la cabine de l'avion lorsque celui-ci vole à des altitudes élevées, où les conditions extérieures (−50 °C et 200 millibars de pression, par exemple, c’est-à-dire le cinquième de la pression atmosphérique au sol), ne permettent pas la survie.
Son principe consiste à prélever de l'air comprimé derrière le compresseur du réacteur (ou du turbomoteur) pour ensuite le détendre partiellement, le refroidir à la température choisie et l'envoyer dans l'habitacle. On rétablit ainsi, partiellement au moins, une pression et une température acceptables pour les pilotes/passagers de l'aéronef.
On ne rétablit pas totalement la pression au sol, dans la mesure où la cellule de l'aéronef supporterait alors des efforts trop importants en haute altitude, risquant d'entraîner la décompression explosive, quand la cabine se viderait violemment de son air, par une perforation accidentelle ou une pression intérieure trop élevée.
La réglementation internationale de l'aviation civile impose aux avions transportant des passagers à plus de 7 620 m (25 000 ft) de maintenir dans la cabine une pression ne dépassant pas les 2 438 m (8 000 ft). Si la pression dans la cabine diminue jusqu'à l'équivalent de 4 572 m (15 000 ft), alors les masques doivent être présentés automatiquement.

### Traitement d'eau industriel par flottation

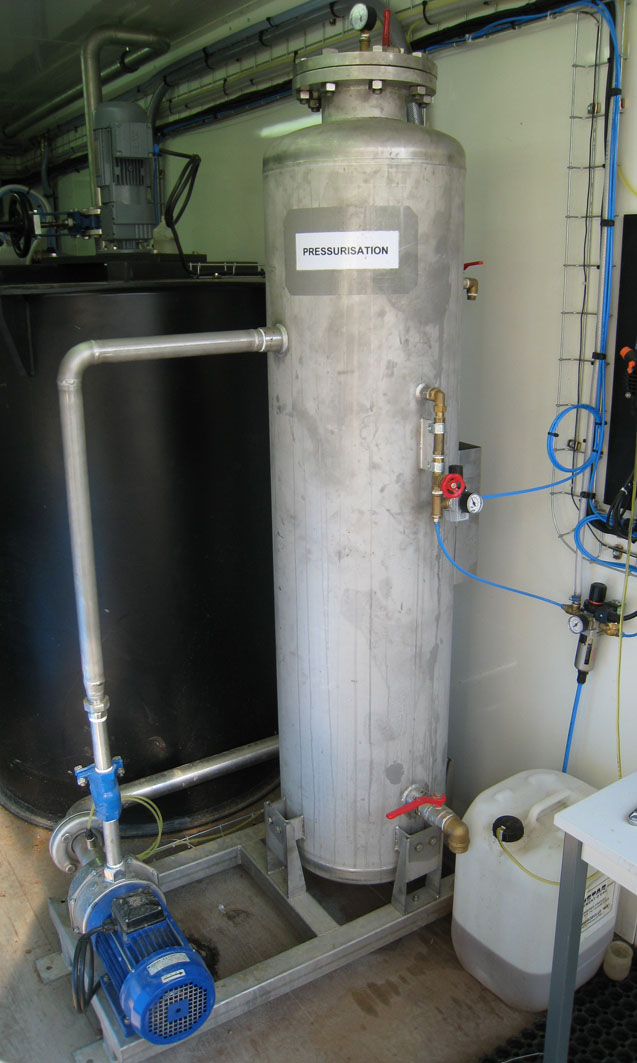
Ballon pressurisation.

La pressurisation est l'organe indispensable pour réaliser la flottation, principe d'épuration des effluents industriels pollués par des graisses, huiles, hydrocarbures.

Une pompe haute pression reprend une partie du débit d'eau à traiter à la sortie du flottateur (env 1/3) et pressurise à environ quatre bars dans un ballon de pressurisation. Un niveau constant est établi avec une entrée d'air comprimé et une vanne de détente également pilotée par air comprimé. En se détendant, le mélange air/eau libère les micro-bulles solubilisées dans l'eau pressurisée. Ces micro-bulles entraînent alors dans leur remontée les flocs (pollution coagulée/floculée) à la surface du flottateur afin de pouvoir être éliminées par raclage de surface.